# Liste der Stolpersteine in Naunhof
Die Liste der Stolpersteine in Naunhof enthält die Stolpersteine, die im Rahmen des gleichnamigen Kunst-Projektes von Gunter Demnig in Naunhof im Landkreis Leipzig verlegt wurden.

## Hintergrund
Alle Stolpersteine in Naunhof gehen auf Initiative des Freien Gymnasiums Naunhof seit dem Schuljahr 2016/2017 mit Unterstützung des Erich-Zeigner-Haus e. V. Leipzig zurück. Der Schule waren bereits 2017 mehrere Schicksale bekannt und weitere Stolpersteine waren angedacht.

### Erste Verlegung
Recherchiert hatte eine neunte Klasse des Freien Gymnasiums Naunhof. An der Zeremonie nahmen dazu die Gymnasiumsleiterin Kathrin Mayer und der parteilose Bürgermeister Volker Zocher teil.
Erst durch die Berichterstattung über die Verlegung des Stolpersteins erfuhr die Urenkelin von Marie Naundorf davon und es entstand ein Kontakt zum Rechercheprojekt.

### Zweite Verlegung
Die beiden Männer wohnten zuletzt in Naunhof, aber trotz intensiver Recherche konnten ihre genauen Adressen nicht ermitteln werden. Deshalb wurde der Platz vor dem Rathaus als Ersatzort ausgewählt, was auch Bürgermeister Zocher unterstützte. Das Projekt wurde gefördert von der F.-C.-Flick-Stiftung gegen Fremdenfeindlichkeit, Rassismus und Intoleranz.

### Dritte Verlegung
Das Rechercheprojekt zu Kieschnick wurde gefördert vom Landesprogramm Weltoffenes Sachsen für Demokratie und Toleranz.

### Vierte Verlegung
Zu Robert Arthur Niesar recherchierten acht Schüler im Rahmen des Religionsunterrichts am Freien Gymnasium Naunhof im Schuljahr 2020/2021. Wegen Verzögerungen durch die COVID-19-Pandemie in Deutschland konnte die Verlegung erst im November 2021 erfolgen.

## Liste der Stolpersteine
| Bild | Adresse                             | Verlegedatum  | Person, Inschrift | Kurzvita/Anmerkungen |
| --- | ----------------------------------- | ------------- | --- | --- |
| | Bahnhofstraße 19 04683 Naunhof Lage | 29. Mai 2017  | Hier wohnte Marie Mindel Naundorf geb. Malecki Jg. 1892 denunziert verhaftet 20.11.1940 Gefängnis Leipzig 1941 Ravensbrück ermordet 12.5.1942                                       | Marie Mindel Naundorf, geb. Malecki/Maleski/Maletzki (* 19. November 1892 in Kalisch, † 12. Mai 1942 im KZ Ravensbrück), Älteste von 3 Geschwistern, zog 1935 zu ihrem Ehemann nach Naunhof, bekam drei Kinder, inhaftiert wegen „Beleidigung deutschblütiger Frauen“ am 14. oder 15. Februar 1941 ins KZ Ravensbrück deportiert, an Urämie erkrankt und verstorben |
| | Gartenstraße 17 04683 Naunhof Lage  | 27. Feb. 2020 | Hier wohnte Arthur Kieschnick Jg. 1907 seit 1918 mehrere Heilanstalten zwangssterilisiert 1937 Heilanstalt Hubertusburg ‘verlegt‘ 18.4.1940 Heilanstalt Waldheim ermordet 11.6.1940 | Arthur Alfred Kieschnick (* 8. Februar 1907 in Naunhof, † 11. Juni 1940 in der Heil- und Pflegeanstalt Waldheim), eines von vier Geschwistern, evangelisch-lutherisch getauft, ab dem achten Lebensjahr mehrfach in wechselnden Krankenhäusern, als „bildungsunfähig“ eingestuft und zeitlebens ohne Erwerbsarbeit, am 28. September 1934 amtsärztliche Diagnose „angeborener Schwachsinn/Idiotie“, am 3. Juli 1937 zwangssterilisiert, als „wehrmachtsuntauglich“ eingestuft, Tod bescheinigt am 11. Juni 1940 mit unplausibler Todesursache „Herzschwäche bei beginnender Lungenentzündung“ |
| | Markt 1 04683 Naunhof Lage          | 20. Juni 2018 | In Naunhof wohnte Mosey Witensohn Jg. 1901 eingewiesen 17.7.1933 Dauerheim für jüdische Schwachsinnige Berlin-Weißensee deportiert 1942 Ghetto Warschau ermordet                    | Mosey Moses Witensohn (* 26. Mai 1901 in Cherson), wohnte zeitweise in Leipzig, Naunhof und Machern, letzter Wohnort ungeklärt, am 2. April 1942 von Berlin Richtung Warschauer Ghetto deportiert, letzter Aufenthaltsort und Todesumstände ungeklärt |
| | Markt 1 04683 Naunhof Lage          | 20. Juni 2018 | In Naunhof wohnte Max Moses Ratner Jg. 1913 Flucht Frankreich interniert Compiègne deportiert 1942 Auschwitz ermordet 28.7.1942                                                     | Max Moses Ratner (* 8. März 1913 in Minsk, † 28. Juli 1942 im KZ Auschwitz), am 12. November 1938 von Leipzig nach Naunhof gezogen, letzter Wohnort ungeklärt, geflohen nach Frankreich, interniert im KZ Royallieu und am 5. Juni 1942 v67 dort nach Auschwitz deportiert |
| Bild gesucht Der Benutzer GeorgDerReisende ( Diskussion ) wünscht sich an dieser Stelle ein Bild vom Ort mit diesen Koordinaten 51.271847 12.591775 . Motiv: der Stolperstein für Robert Niesar Falls du dabei helfen möchtest, erklärt die Anleitung , wie das geht. BW | Schloßstraße 1 04683 Naunhof Lage   | 4. Nov. 2021  | Hier wohnte Robert Arthur Niesar Jg. 1903 verhaftet 14.6.1938 Sachsenhausen als asozial stigmatisiert ermordet 19.1.1940                                                            | Robert Arthur Niesar (* 1. November 1903 in Naunhof, † 19. Januar 1940 im KZ Sachsenhausen), offizielle Todesursache „Körperschwäche“ |